# Conny Waßmuth
Conny Waßmuth (Halle an der Saale, Saxónia-Anhalt, 13 de abril de 1983) é uma velocista alemã na modalidade de canoagem.

## Carreira
Foi vencedora da medalha de ouro em K-4 500 m em Pequim 2008, junto com as colegas de equipa Nicole Reinhardt, Katrin Wagner-Augustin e Fanny Fischer.